# Valerius Valens
Aurelius Valerius Valens (??–314) byl římský císař panující jako spoluvladař východního císaře Licinia od 8. října 314 do konce téhož roku. Jeho původ a základní biografické údaje nejsou známy.
Valens byl v druhém desetiletí 4. století vysokým důstojníkem (dux limitis) v dolním Podunají a tehdy si jej císař Licinius v nastávajícím konfliktu s Konstantinem Velikým vyhlédl za spoluvladaře. Literární prameny uvádějí, že se mu dostalo titulu caesar, mince však dosvědčují, že byl prohlášen augustem. Po uzavření míru s Konstantinem ho Licinius (asi jako vstřícné gesto vůči bývalému protivníkovi) nechal odstranit.